# سيمون رايت (سياسي)
سيمون رايت (بالإنجليزية: Simon Wright)‏ هو سياسي بريطاني، ولد في 15 سبتمبر 1979. حزبياً، نشط في الديمقراطيون الليبراليون. في انتخابات المملكة المتحدة لعام 2010، انتخب عضو برلمان المملكة المتحدة الـ55 عن دائرة نوريتش الجنوبية وقد انضم خلال فترته النيابية ‏ (6 مايو 2010 – 30 مارس 2015)  للكتلة البرلمانية الديمقراطيون الليبراليون.

## وصلات خارجية
- الموقع الرسمي